# Eysturoytunnel

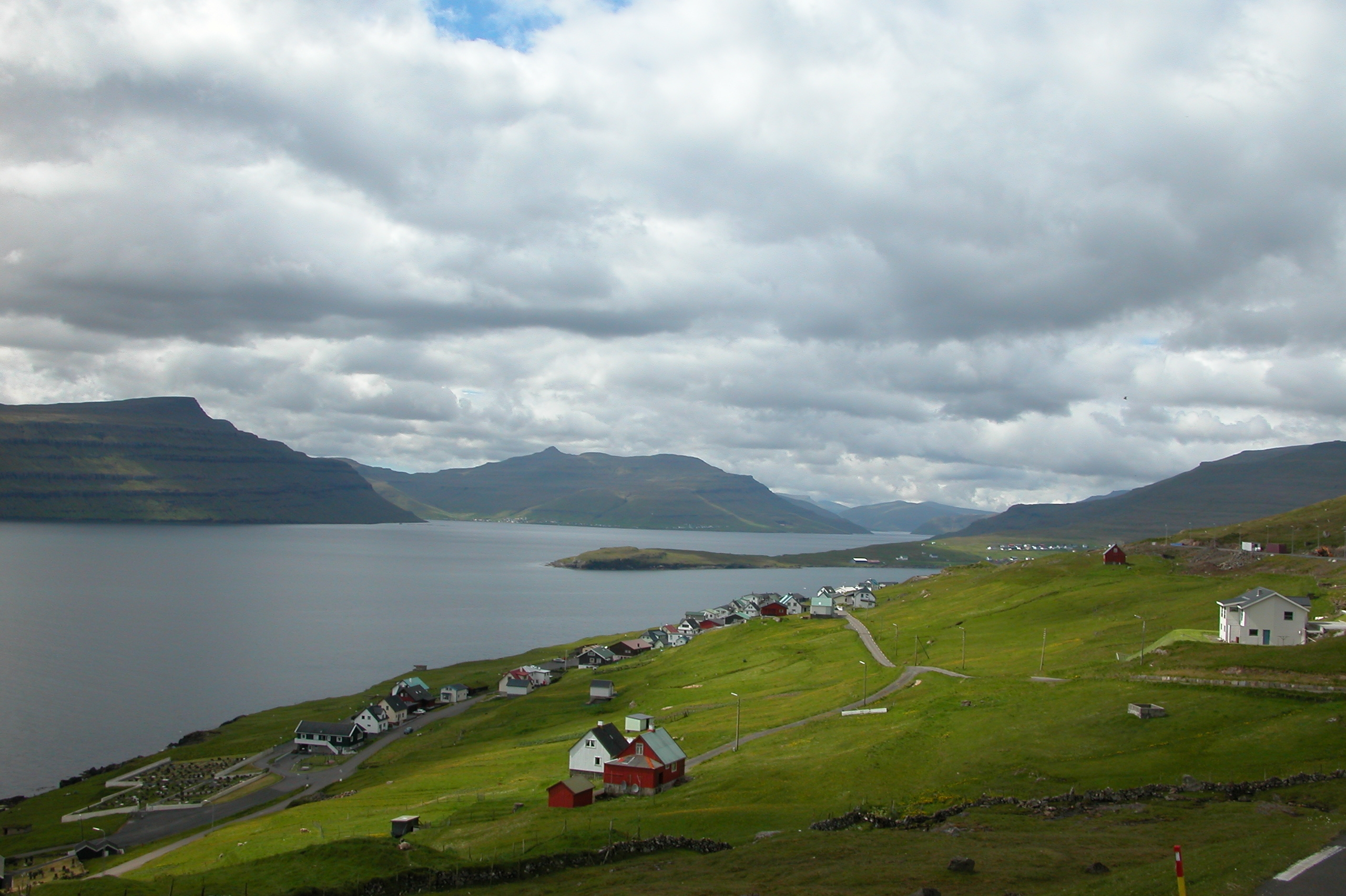
Uitzicht vanaf het dorpje Nes naar het zuidwesten, ongeveer in de richting van de tunnel.

De Eysturoytunnel (Faeröers: Eysturoyartunnilin) is een  verkeerstunnel op de Faeröer, een eilandengroep in de noordelijke Atlantische Oceaan die een autonoom gebied vormt binnen het Deense Koninkrijk. De ruim 11 kilometer lange tunnel die de eilanden Streymoy en Eysturoy met elkaar verbindt, werd in gebruik genomen op 19 december 2020.

## Beschrijving
De tunnel is Y-vormig en verbindt het hoofdeiland Streymoy met twee delen van het eiland Eysturoy. Het eerste stuk loopt vanaf de hoofdstad Tórshavn onder de Tangafjørður-zeestraat door, waar na 7,1 kilometer een rotonde ligt, onder de ingang van de Skálafjørður-fjord. Vanaf de rotonde gaat een westelijke tak (2,11 km) naar Strendur en een oostelijke tak (1,7 km) naar Runavík. De tunnel heeft een maximale hellingsgraad van 5,0% zonder kruipstroken en gaat maximaal 189 meter onder zeeniveau. De rotonde ligt 72 meter onder zeeniveau.

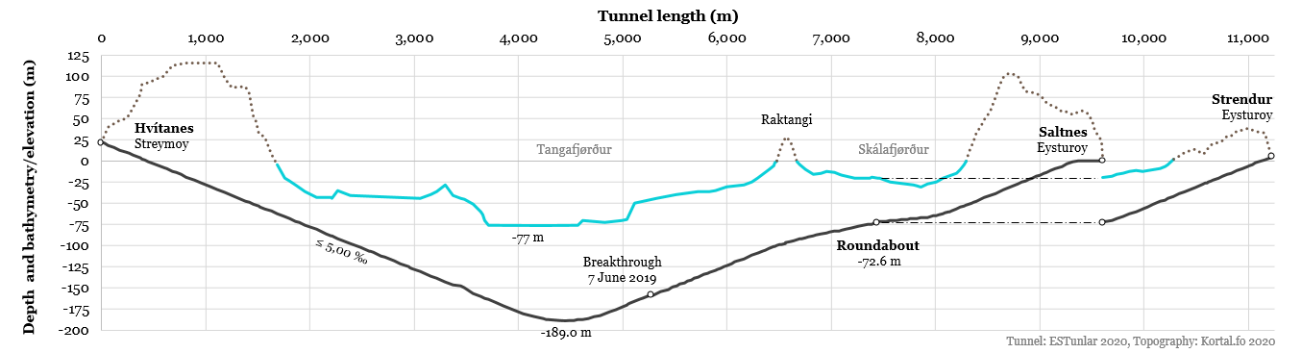
Ligging van het tunneltraject
Diepteprofiel van de tunnel

Met de tunnel wordt de reistijd vanaf Runavík en andere plaatsen op zuidelijk Eysturoy naar Tórshavn teruggebracht van 64 tot 16 minuten.

## Financiering
In 2014 werd in het parlement van de Faeröer politieke overeenkomst voor de bouw van de tunnel bereikt, nadat twee eerdere private voorstellen door economische malaise en een politieke crisis spaak liepen. Alle partijen in het parlement van de Faeröer waren voor de aanleg van de tunnel en het publieke eigendom ervan. Het project is gekoppeld aan de bouw van de 10,6 kilometer lange Sandoyartunnel verder zuidelijk. Voor de Eysturoytunnel zal tol worden geheven. Als de tunnel afbetaald is zal de tolheffing worden voortgezet om de Sandoyartunnel te financieren (kruissubsidie).
De bouwkosten van de Eysturoytunnel worden geschat op 1,05 miljard Faeröerse kronen (circa 140 miljoen euro). De aanbestedingsprocedure begon in 2016 voor beide tunnels. Het Noorse bedrijf AF Gruppen deed de laagste bieding met een totaalbedrag van 1,875 miljard kronen voor beide tunnels samen, maar op grond van betere voorwaarden werd de bouw aan het Zweedse bedrijf NCC gegund.

## Tijdlijn
Op 8 november 2016 werd het contract getekend. De bouw begon op 23 februari 2017; de openstelling was gepland voor medio 2020, maar werd vertraagd door Covid-19. De opening was op 19 december 2020 met een ceremonie zonder publiek. De tolvrije periode duurde tot 10 januari 2021.

## Verkeersintensiteit
Er was gerekend op 5.800 voertuigen per dag gemiddeld over het hele jaar na opening, alle richtingen samengenomen. Direct na de opening in de tolvrije periode waren het er 7.500 per dag, maar met de introductie van de tol kelderde dit naar ongeveer 3.800 per dag in januari 2021. Uit metingen blijkt dat zo'n 900 voertuigen de oude langere route blijven gebruiken waar geen tol geheven wordt. Ter nuancering geldt januari traditioneel als de maand met het minste verkeer. Er speelt een politieke discussie om de tolprijzen iets te verminderen.